# The Irish Field
The Irish Field, créé en 1870 et acquis par The Agricultural Trust en 2003, est la principale publication irlandaise consacrée aux sports hippiques et aux chevaux de sport équestres d'Irlande.

## Histoire
Ce journal est le journal irlandais le plus vendu consacré aux sports hippiques et équestres. Il est publié par The Agricultural Trust, une société à responsabilité limitée par garantie, qui publie également le Irish Farmers Journal et le Country Life magazine.
En août 2011, les données personnelles sensibles de plus de 300 lecteurs de ce journal sont hackées et postées en ligne.

## Contenu
Publié tous les samedis, le journal contient en moyenne 120 pages et comprend : 
- Les dernières nouvelles sur les courses, les chevaux de sang et les chevaux de sport.
- Des entretiens et reportages sur des personnalités du secteur.
- Une couverture complète des courses internationales.
- Les rapports et résultats détaillés de la scène de point à point.
- Des conseils de gestion des chevaux pour tous les propriétaires d'équidés.
- Une analyse généalogique des principaux gagnants en Irlande et en Grande-Bretagne.
- Les dernières statistiques sur les étalons européens.
- Des chroniques commentant d'importants sujets de l'industrie équestre et hippique
- Les résultats des ventes, rapports et aperçus.
- Une chroniques hebdomadaires sur les chiffres des courses.
- Des conseils de visite pour tous les week-ends irlandais et britanniques.
- Des conseils de tous les principaux journalistes de course du pays.
- L'actualité du saut d'obstacles, concours complet, dressage, hunter et d'autres activités équestres dans la section Irish Horse World.
- Des annonces classées, présentant des rendez-vous, des biens, des chevaux, des harnachements, des véhicules, etc.

## Journalistes
The Irish Field est édité par Leo Powell, et Mark Costello est le responsable de la rédaction. Les journalistes comprennent Anne Marie Duff, Isabel Hurley, Olivia Hamilton, Leanne O'Sullivan et Judith Faherty. Caitriona Murphy fut journaliste durant 3 ans.
Valentine Lamb fut rédacteur en chef durant 33 ans, de 1970 à 2003.

## Version en ligne
The Irish Field a un site web. Les contenus gratuits et Field + sont disponibles en ligne. Le contenu gratuit est gratuit pour tout le monde, tandis que le contenu de Field + nécessite que le lecteur s’abonne. Le site Web comptait plus de 43 000 utilisateurs uniques et plus de 60 000 sessions pour le mois de décembre 2015.

## The Irish Field Directory
Le répertoire Irish Field est le premier guide de l'industrie équine irlandaise, et est généralement publié en décembre chaque année. Il comprend des contacts à jour pour les entraîneurs, les jockeys, les hippodromes, les organisations équestres et les clubs.